# Apiocera mexicana
Apiocera mexicana är en tvåvingeart som beskrevs av Mont A. Cazier 1954. Apiocera mexicana ingår i släktet Apiocera och familjen Apioceridae. Inga underarter finns listade i Catalogue of Life.